# Амбунда, Паулус
Па́улус Ната́нгве Амбу́нда (англ. Paulus Natangwe Ambunda; род. 6 августа 1980, Свакопмунд) — намибийский боксёр, представитель легчайшей и наилегчайшей весовых категорий.
Выступал за сборную Намибии по боксу в середине 2000-х годов, серебряный призёр Всеафриканских игр в Абудже, бронзовый призёр чемпионата мира среди военнослужащих, участник летних Олимпийских игр в Афинах, победитель и призёр первенств национального значения.
Начиная с 2007 года боксирует на профессиональном уровне. Владел титулами чемпиона мира по версиям Всемирной боксёрской организации (WBO) и Международной боксёрской организации (IBO), был чемпионом Намибии среди профессионалов, являлся обладателем титулов IBF International и WBA International, титула чемпиона Африки по версии WBO.

## Биография
Паулус Амбунда родился 6 августа 1980 года в городе Свакопмунде области Эронго.

### Любительская карьера
Первого серьёзного успеха на взрослом международном уровне добился в сезоне 2003 года, когда вошёл в основной состав намибийской национальной сборной и побывал на Всеафриканских играх Абудже, откуда привёз награду серебряного достоинства, выигранную в наилегчайшей весовой категории — в решающем финальном поединке уступил тунисцу Валиду Черифу. Также выиграл бронзовую медаль на Афроазиатских играх в Индии, где на стадии полуфиналов был остановлен индусом Акхилом Кумаром.
Благодаря череде удачных выступлений Амбунда удостоился права защищать честь страны на летних Олимпийских играх 2004 года в Афинах, причём на церемонии открытия Игр нёс знамя Намибии. В стартовом поединке наилегчайшего веса благополучно прошёл венесуэльца Джонни Мендосу, но затем в четвертьфинале со счётом 15:28 проиграл представителю Германии Рустамходже Рахимову.
После афинской Олимпиады Паулус Амбунда остался в составе боксёрской команды Намибии и продолжил принимать участие в крупнейших международных турнирах. Так, в 2005 году он завоевал бронзовую медаль на чемпионате мира Международного совета военного спорта в Южной Африке, где в полуфинале наилегчайшего веса был побеждён титулованным тайцем Сомчитом Чонгчохором.
В 2006 году на чемпионате мира среди военнослужащих в Германии выбыл из борьбы за медали уже на предварительном этапе. Кроме того, выступил на Играх Содружества в Мельбурне, где так же попасть в число призёров не смог.

### Профессиональная карьера
В 2007 году Амбунда успешно дебютировал на профессиональном уровне. Выступал исключительно на территории Намибии, в течение пяти последующих лет одержал в легчайшем весе семнадцать побед, не потерпев при этом ни одного поражения. Завоевал в числе прочего титулы чемпиона Намибии, чемпиона Африки по версии Всемирной боксёрской организации (WBO) — во время одной из защит этого чемпионского пояса взял верх над южноафриканцем Бонгани Махлангу. Также выиграл вакантный титул интернационального чемпиона WBO.
Поднявшись в рейтингах, заслужил право оспорить титул чемпиона мира WBO в легчайшем весе, который на тот момент принадлежал тайцу Пунглуангу Сор Сингиу. Чемпионский бой между ними состоялся в марте 2013 года и продлился всё отведённое время — по итогам двенадцати раундов судьи единогласно отдали победу Амбунде, и таким образом он стал новым чемпионом мира. Тем не менее, оставался он чемпионом не долго, уже во время первой защиты уступил по очкам японцу Томоки Камэде и лишился своего чемпионского пояса.
В 2014 году Амбунда поднялся во второй легчайший вес и единогласным судейским решением победил чилийца Кристиана Пальму, завоевав тем самым вакантные титулы интернационального чемпиона по версии Международной боксёрской федерации (IBF) и интернационального чемпиона по версии Всемирной боксёрской ассоциации (WBA).
В августе 2015 года побил аргентинца Леандро Давида Эсперанте в бою за титул чемпиона мира по версии Международной боксёрской организации (IBO), хотя сам дважды побывал в нокдауне, и решение судей было раздельным. Один раз защитил полученный чемпионский пояс в поединке с австралийцем Джейсоном Купером.
Во время второй защиты своего титула IBO имел возможность получить титул временного чемпиона мира WBA, однако по очкам уступил мексиканцу Мойзесу Флоресу.